# Drogenschnelltest

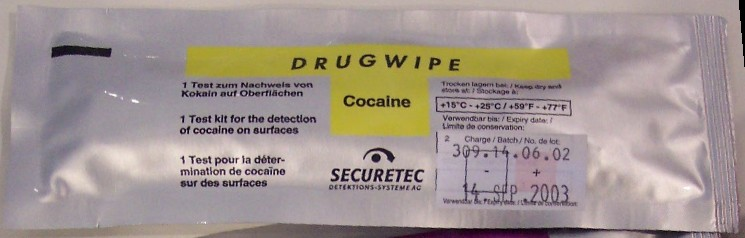
Drogenwischtest drugwipe

Ein Drogenschnelltest ist ein freiwilliges Verfahren, das es der Polizei ermöglicht einen Anfangsverdacht auf Konsum von Drogen an Ort und Stelle zu bestätigen, insbesondere während einer Verkehrskontrolle. 
Die typische Vorgehensweise erfolgt bei Alkohol mittels eines Atemtests mit Alkoholtest-Geräten und mittels eines Drogenwischtest unter Abnahme einer Speichel- oder Schweißprobe zur Feststellung einer Reihe anderer Drogen.
Das Verfahren des 2003 eingeführten Drogenwischtests ist mit einer recht hohen Unsicherheit von durchschnittlich 8 % belastet. Trotzdem wird es von der Polizei eingesetzt, da es das einzige schnell ablesbare Verfahren ist, mit dem ohne Entnahme von Körperflüssigkeiten auf Fahren unter Einfluss psychoaktiver Substanzen getestet werden kann. Positive Ergebnisse müssen ebenso wie bei Alkohol durch eine Blutprobe gesichert werden. 
Die Zahl der erkannten Konsumenten illegaler Drogen im Straßenverkehr in Deutschland ist im 1. Halbjahr 2004 gegenüber demselben Erhebungszeitraum 2003 um 76 % auf 2964 angestiegen.